# Горный институт (станция метро)
«Го́рный институ́т» — станция Лахтинско-Правобережной линии Петербургского метрополитена. Располагается в южной части Васильевского острова. После открытия, состоявшегося 27 декабря 2024 года, стала западной конечной станцией на линии за «станцией-призраком» «Театральная». Введена в составе пускового участка «Спасская» — «Горный институт» (1-я часть из общего будущего пускового участка «Спасская» — «Морской фасад» с промежуточной станцией «Гавань»). Третья станция, расположенная на Васильевском острове.

## Название
Название станции связано с её расположением вблизи Горного университета.
24 декабря 2013 года Топонимическая комиссия Санкт-Петербурга одобрила изменение проектного названия станции «Большой проспект» на «Горный институт». Эксперты пояснили, что вариант «Большой проспект» неудачен, поскольку в городе два основных Больших проспекта (второй — на Петроградской стороне), что может создавать путаницу. Сам вуз периодически меняет названия, и сейчас юридическое лицо звучит так: «Санкт-Петербургский горный университет императрицы Екатерины II». При этом как памятник архитектуры основное здание продолжает называться Горным институтом, равно, как и исторически называется сам вуз. 23 июня 2014 года постановлением правительства Санкт-Петербурга станция официально названа «Горный институт».

## Наземные сооружения
Планируется, что станция будет иметь два вестибюля: первый появился в районе пересечения Большого проспекта и 24—25-й линий Васильевского острова, второй откроется позднее недалеко от перекрёстка 23-й линии и Масляного канала.

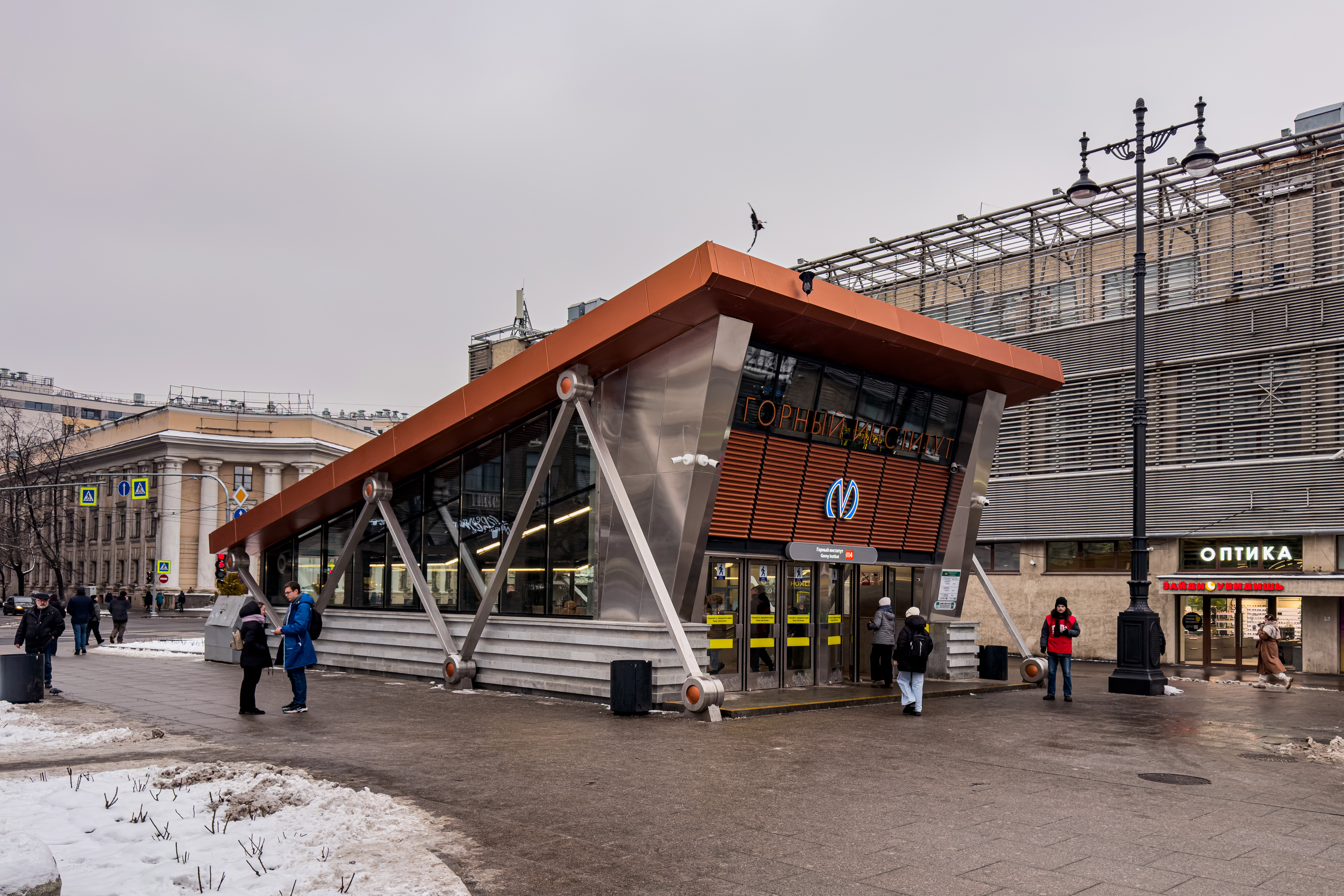
Входной павильон станции
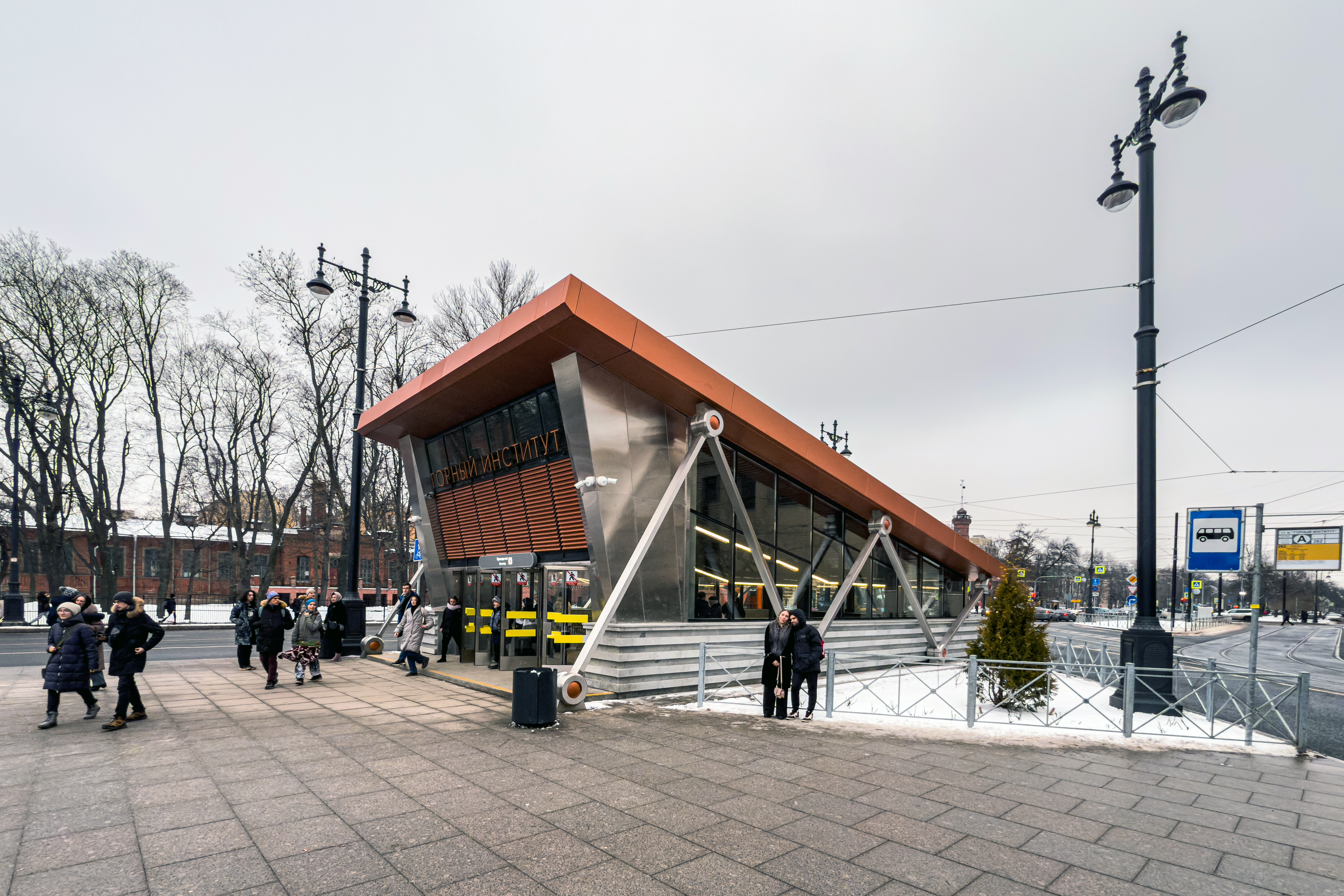
Павильон станции, работающий на выход

В вестибюле перед входом на эскалаторы на тёмном мраморе нанесено название станции, а над ним размещён герб с монограммой Екатерины Великой и датой основания Горного института — 1773. Также над эскалаторами расположено панно «Горное дело». Наклонный ход венчает объёмное панно-горельеф, изображающее горную толщу, вглубь которой продвигаются два горняка, на их головы надеты каски с зажжёнными фонарями.

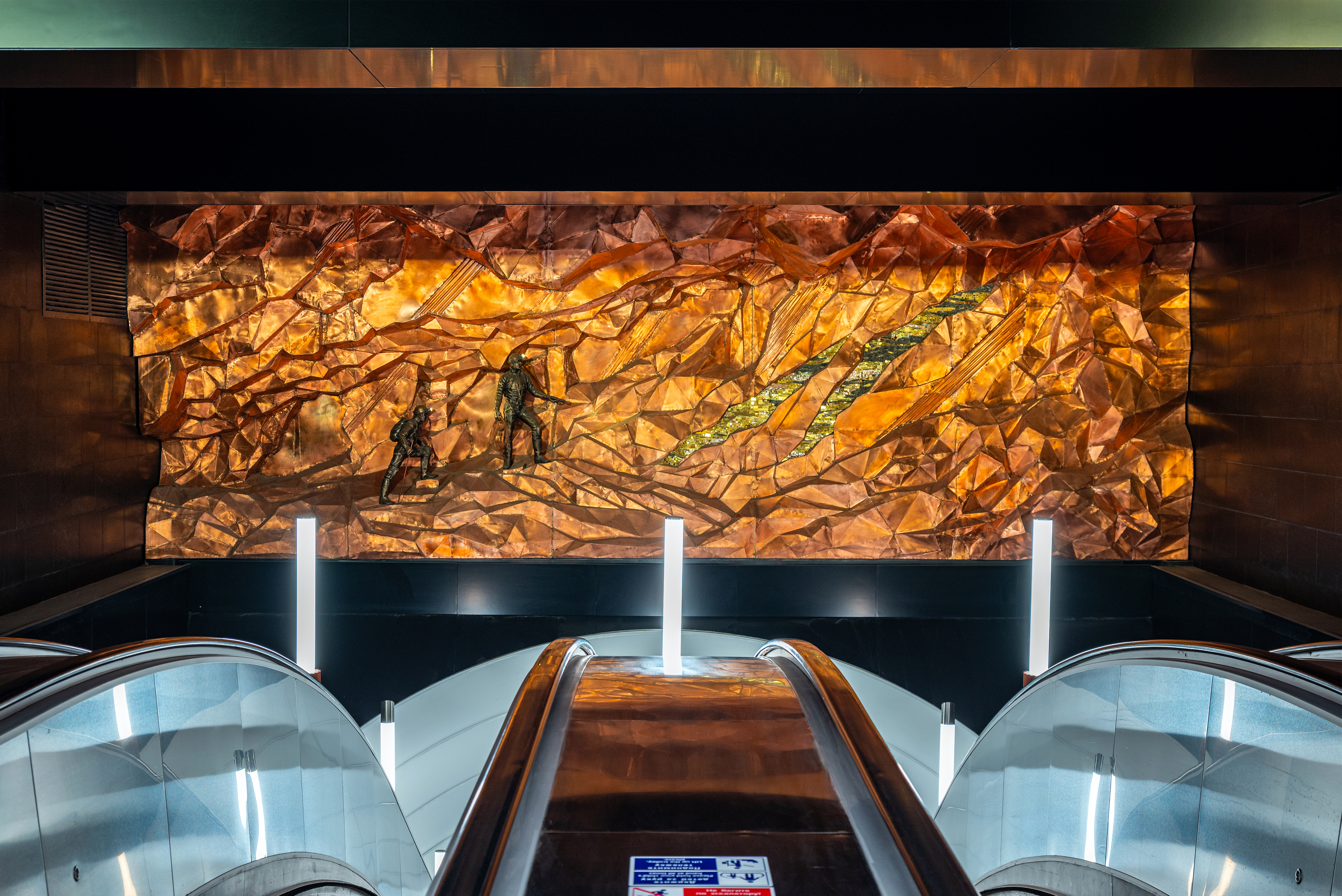
Панно над эскалаторами
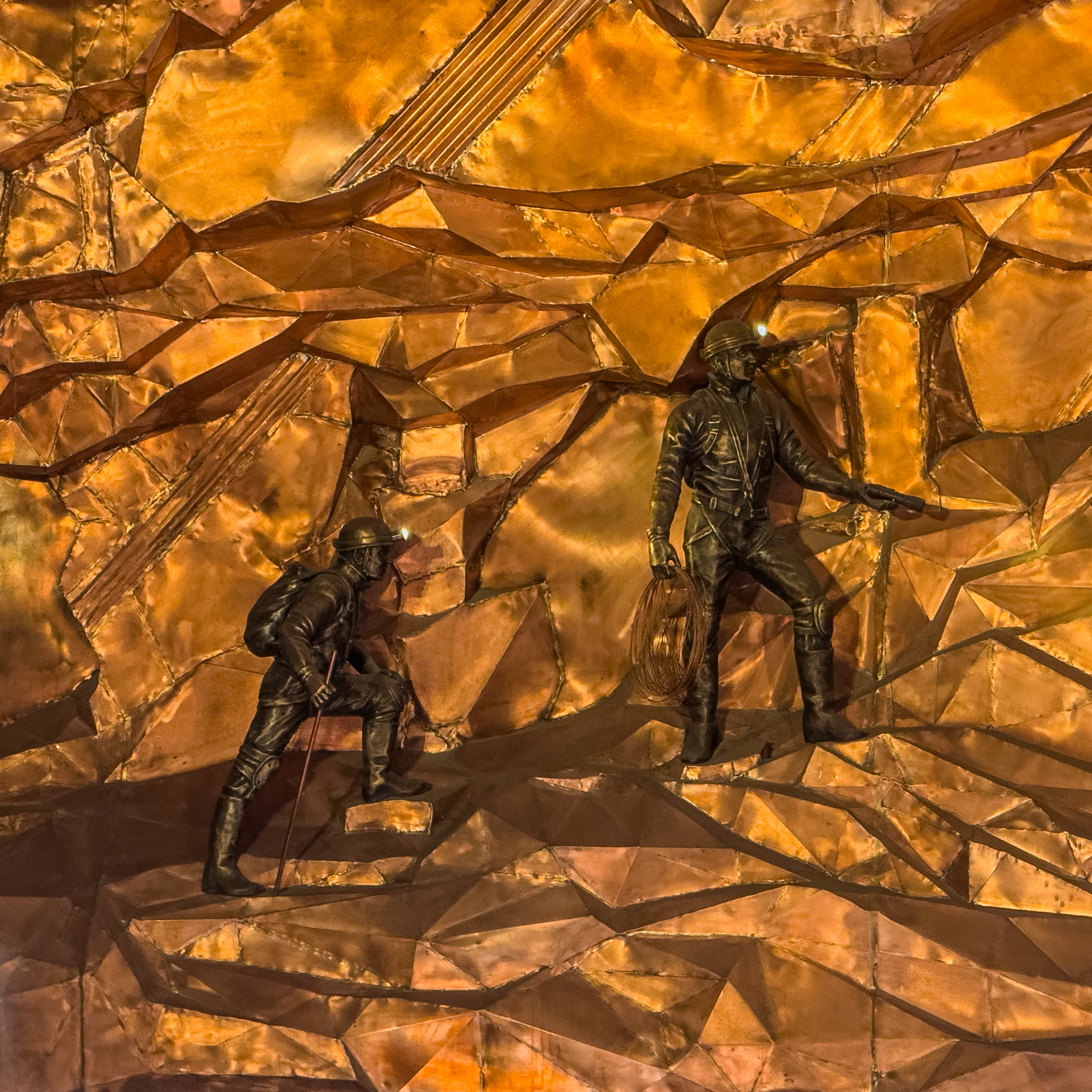
Горняки
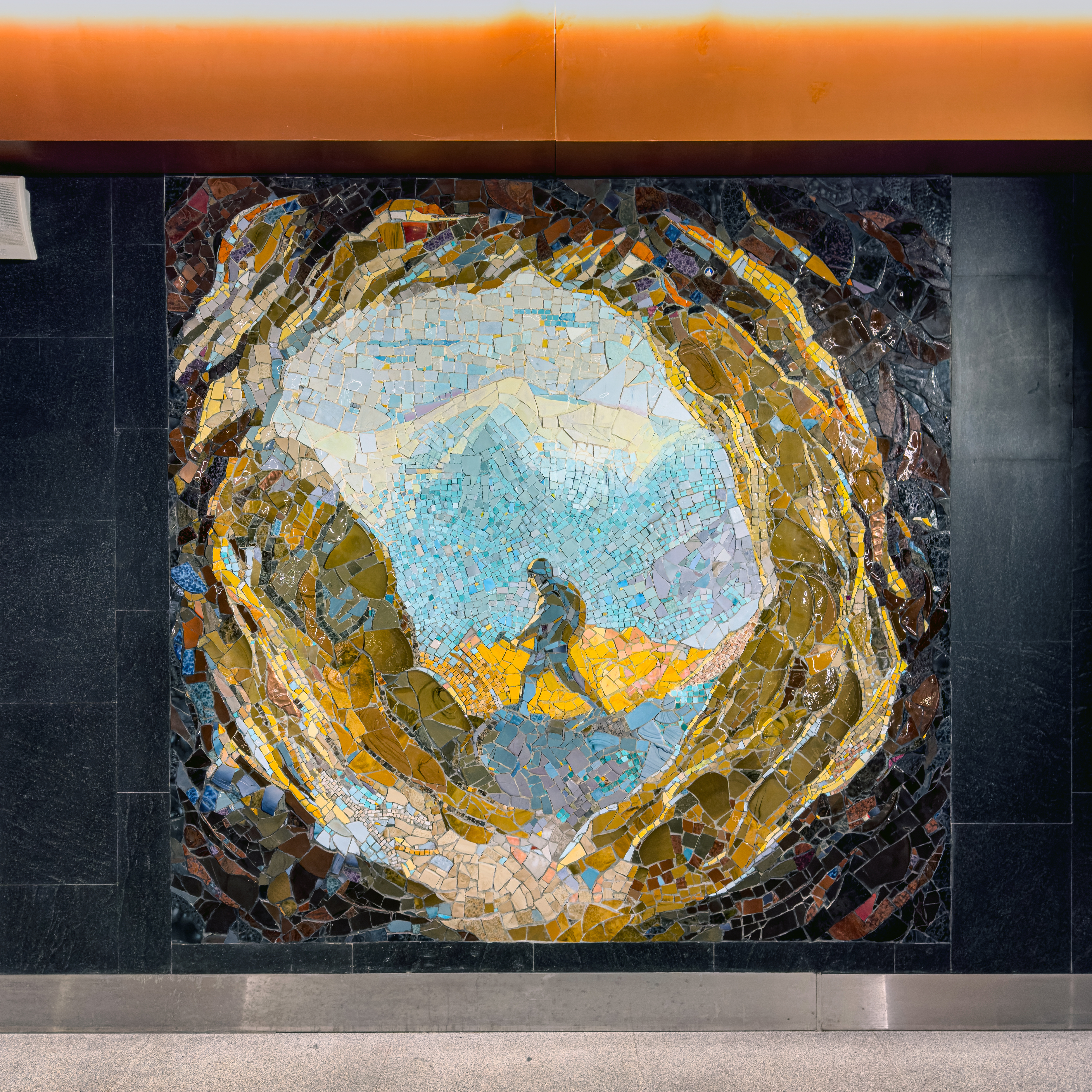
Панно «Горное дело»
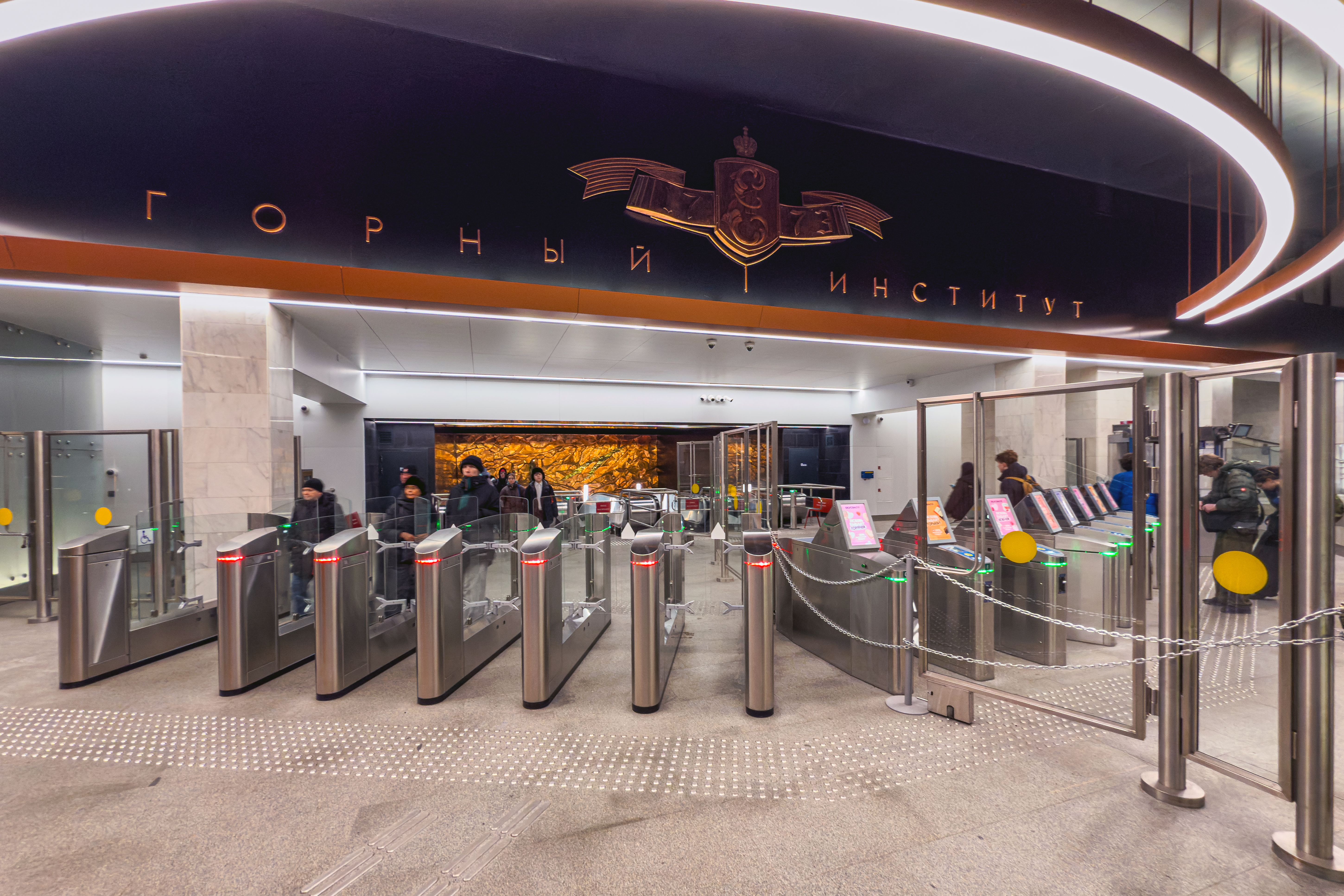
Эскалаторный зал

## Подземные сооружения
«Горный институт» является пилонной станцией глубокого заложения,  наиболее глубокой станцией Лахтинско-Правобережной линии и одной из самой глубоких в Петербургском метрополитене — 70 м.
Темой оформления станции послужило горное дело. В перронных залах светильники над проходами выполнены в виде кристаллов. Двери на путевых стенах оформлены в виде решёток, на которых нанесено название станции. В центральном зале друг напротив друга находятся по два панно: круглые «Нефтедобыча» и «Металлургия», а также большие панно. Одно из них представляет собой панораму набережной Лейтенанта Шмидта с Большой Невой. На нём изображены морской порт, ледокол «Красин» и фрагмент здания Горного института. На втором панно изображены раскопки древних окаменелостей доисторических животных.

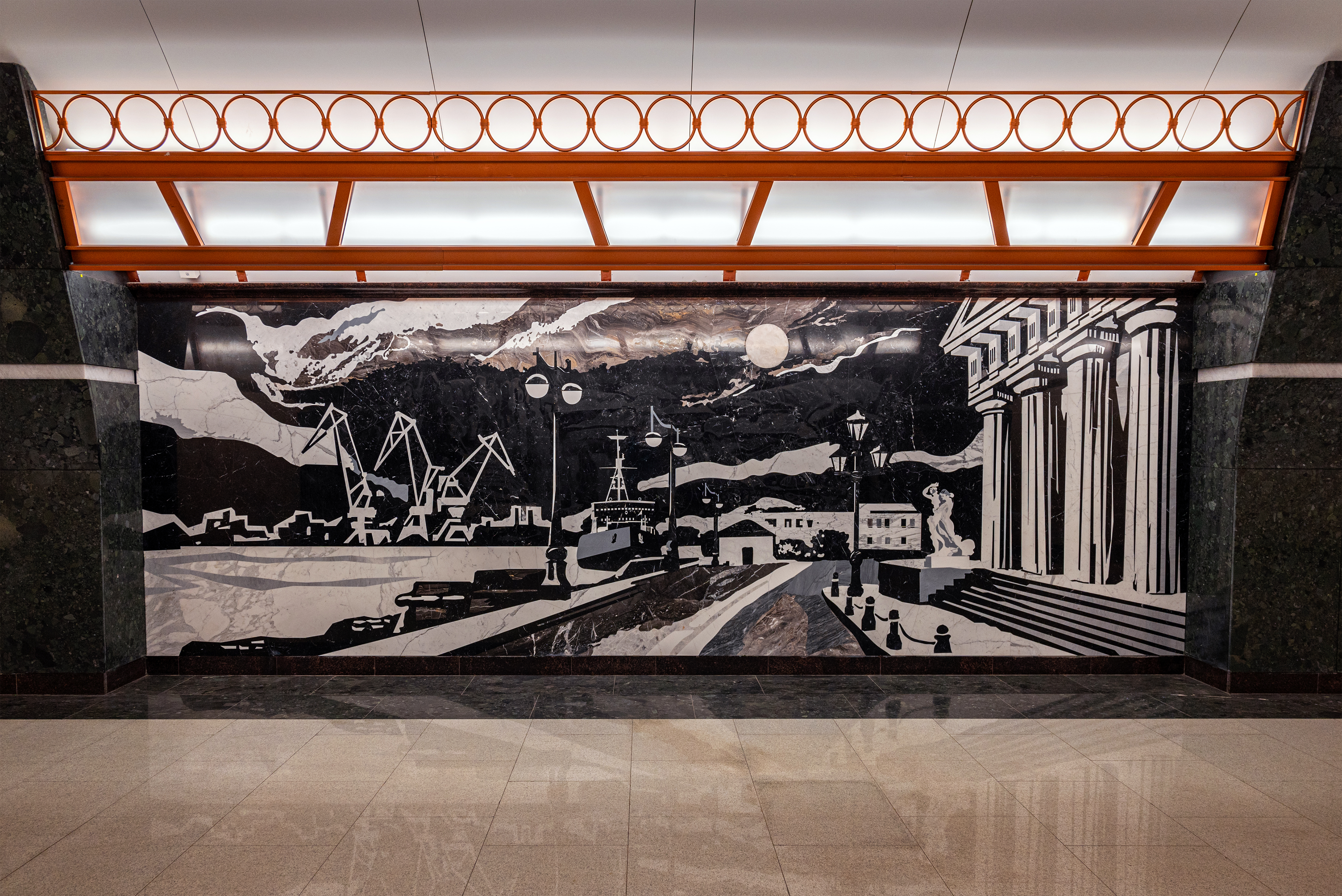
Панно с видом на Большую Неву. На нём запечатлены морской порт, ледокол «Красин» и фрагмент здания Горного института
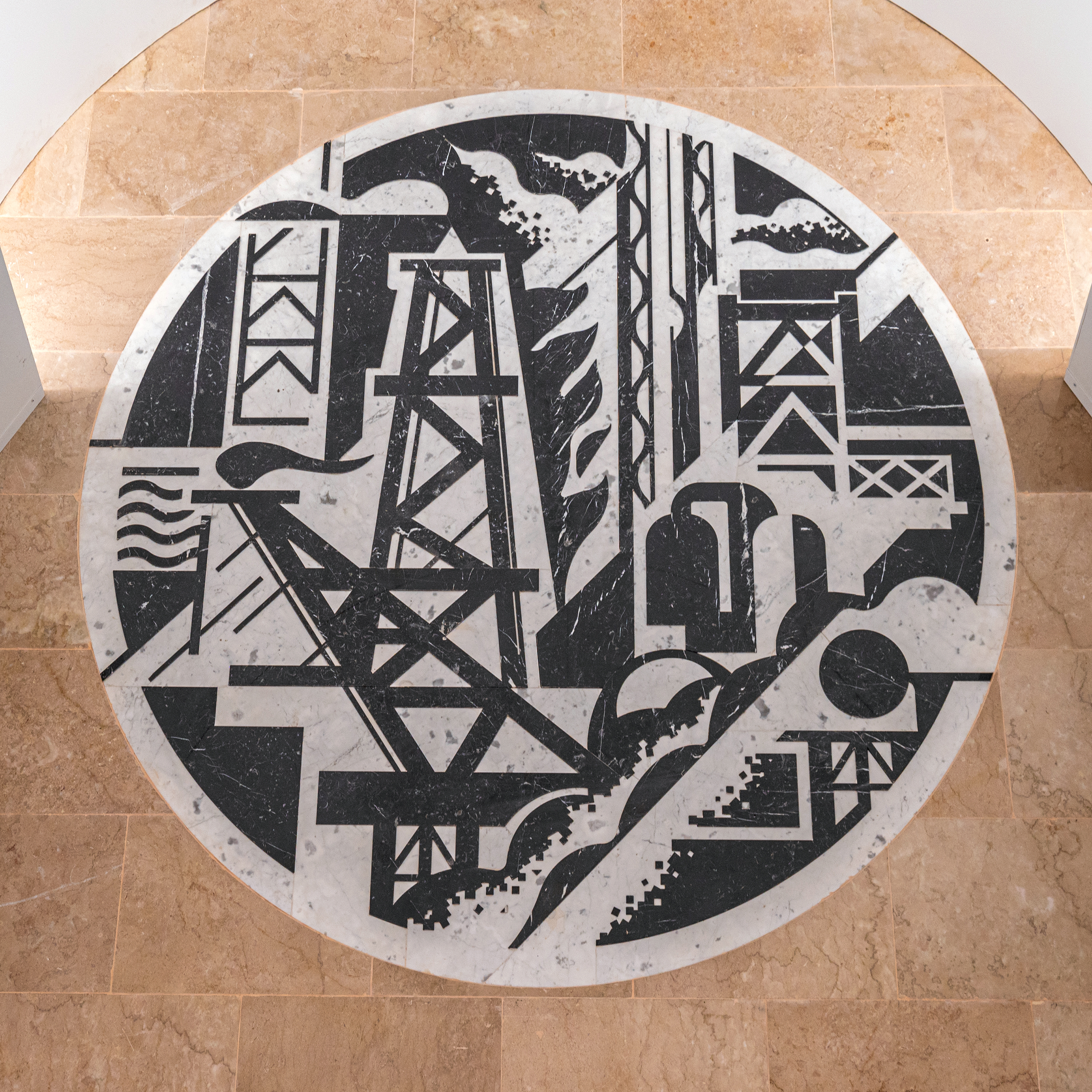
Панно «Нефтедобыча»
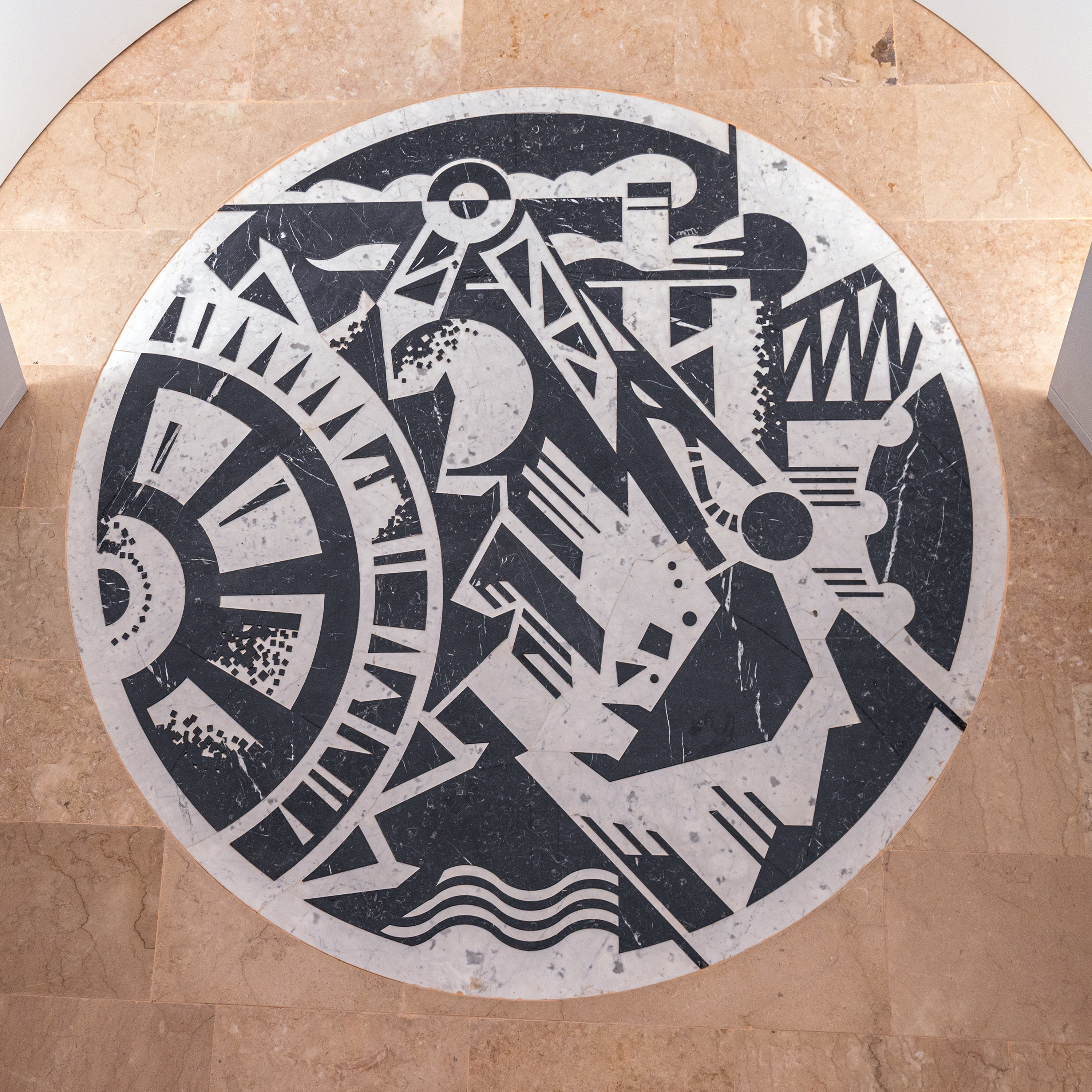
Панно «Металлургия»
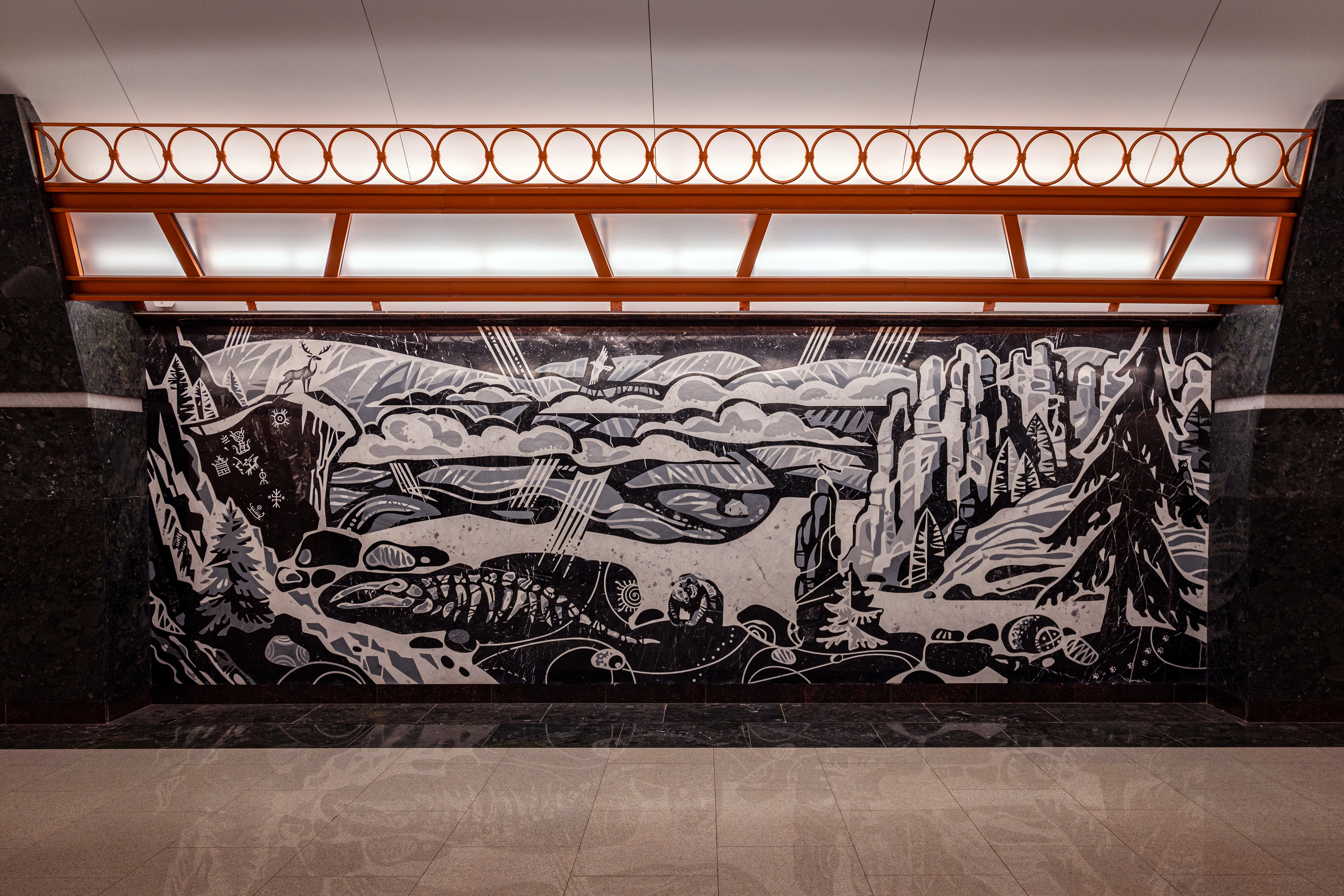
Панно «Палеонтология»

Наклонный ход с четырьмя лентами эскалатора расположен в северном торце станции. На балюстрадах эскалаторов расположены светильники в виде тонких световых столбиков, которые отличаются от ранее широко распространённых классических световых столбиков. Перед входом на эскалаторы с обеих сторон расположены по 9 световых столбиков, обрамлённых ребристыми цилиндрами медного цвета, остальные обычные хромированные без оформления. Кроме того, три световых столбика на дневной поверхности имеют на своих торцах светильники, освещающие панно над наклонным ходом.
В южном торце станции расположены двери с круглыми зеркалами, на которыми нанесено название станции. В будущем здесь планируется второй выход в город.

## Путевое развитие
За станцией расположен трёхстрелочный оборотный тупик.
В отстойном тупике по 2-му главному пути можно увидеть стоящий состав — «горячий резерв», предназначенный к выходу на линию в случае возникновения неисправности.

## Строительство

### Особенности
Инженерно-геологические условия строительства участка от станции «Спасская» стандартны для Санкт-Петербурга. Верхняя часть — четвертичные отложения (слабые водонасыщенные грунты, на глубине 30—40 метров залегают твёрдые кембрийские и протерозойские глины). Трасса тоннеля проходит под главным руслом Невы, но никаких аномалий в зоне строительства не предвидится.
Глубина заложения перегонных тоннелей и подземного вестибюля строящейся станции составляет 70 метров. По конструктивному типу станция — пилонная. Для проходки тоннелей используются российские проходческие комплексы КТ-5,6-1.
На станции предусмотрен эвакуационный выход через вентиляционную шахту.

### Хронология
В сентябре 2014 года «Метрострой» начал подготовку стройплощадки под станцию. В ноябре был объявлен тендер на строительство станции, который не состоялся, так как не было подано ни одной заявки.
В феврале 2015 года был объявлен повторный тендер, который в апреле 2015 года выиграла компания «Метрострой». В июне был объявлен третий по счёту тендер, так как заказчик отменил итоги предыдущего (второго) тендера. Максимальная стоимость контракта снижена с 21,4 до 20,7 млрд рублей, срок окончания работ остался прежним — конец 2019 года. В августе компания «Метрострой» выиграла тендер и подписала контракт на строительство продолжения Правобережной линии от «Спасской» до «Большого проспекта». В рамках контракта будут построены подземные залы промежуточной станции «Театральная». По данным на сентябрь 2015 года, начать строительство наклонного хода станции планировалось в 2016 году.
3 февраля 2017 года комплекс КТ-5,6-1 начал проходку одного из перегонных тоннелей, который соединит станции «Спасская» и «Горный институт» через «Театральную». Строительство станции ведётся через шахтный комплекс № 572 в сквере напротив дома 74 по Большому проспекту. 14 декабря закончен первый перегонный тоннель от станции «Горный институт» до станции «Театральная». Встречный тоннель ещё в работе. С февраля по декабрь 2017 года в ходе работ тоннелепроходческий комплекс прошёл 2204 метра.
По состоянию на ноябрь 2018 года пройдены оба тоннеля между «Театральной» и «Горным институтом», идёт сооружение тупикового тоннеля за станцией «Горный институт», ведётся сборка тоннелепроходческого щита «Аврора» для строительства наклонного хода станции. Таким образом, наметилось двухгодичное отставание от сроков строительства, в связи с чем открытие станции перенесли сначала на лето 2022 года, а затем до 2023 года. 27 декабря две бригады проходчиков СМУ-13 объявили забастовку в забое до выплаты задолженности по зарплате.
В ночь на 11 января 2019 года, «Метрострой» завершил проходку участка перегонного тоннеля от станции «Горный институт» до шахты № 571: на этом участке поезда будут оборачиваться до тех пор, пока не будет построена следующая станция — «Гавань».
15 января 2020 года начата проходка наклонного хода. 26 мая проходка наклонного хода была завершена. 8 июня 2020 года на станции произошёл несчастный случай: опрокинулась строительная люлька с двумя рабочими. Один из них погиб, а второй с полученными травмами госпитализирован.
В апреле 2021 года завершена проходка тоннеля «Спасская» — «Театральная»: перегон к «Горному институту» полностью готов, в скором времени должно начаться строительство промежуточной станции «Театральная». В начале июня 2021 года рабочие приступили к обустройству станционных платформ.
В 2022 году начали работы по возведению внутренних перегородок подплатформенных помещений среднего станционного тоннеля (центрального зала). Также продолжились монолитные работы по возведению банкетки под будущее перекрытие центрального зала. На октябрь 2022 года готовность станции составляла 64 %, а также появился подрядчик на возведение подземного вестибюля.
В марте 2023 года началось строительство подуличного вестибюля станции. Был вырыт под него котлован.
На август 2023 года готовность станции метро «Горный институт» составляла более 70 процентов.
В декабре 2023 года начался монтаж четырех эскалаторов.
1 апреля 2024 года на станцию прибыл первый технический хозяйственный поезд.
25 ноября 2024 года началась обкатка нового участка оранжевой линии «Спасская» — «Горный институт».
27 декабря 2024 года губернатор Санкт-Петербурга Александр Беглов, председатель Законодательного Собрания Александр Бельский и ректор Санкт-Петербургского горного университета Владимир Литвиненко открыли станцию для посетителей.

### Переносы сроков
В 2011 году Правительство Санкт-Петербурга постановило, что ввод станции в эксплуатацию должен произойти в период до 2015 года в составе участка «Спасская» — «Большой проспект».
В 2013 году объявили, что станцию откроют в 2018 году, не исключив при этом возможность успеть до начала ЧМ-2018.
В 2015 году открытие отложено на 2019 год. В 2017 году была сообщена уточнённая дата открытия — 30 ноября 2019 года.
В декабре 2018 года было объявлено о переносе завершения строительства на 2021 год.
В марте 2019 года Николай Батанов, вице-губернатор Санкт-Петербурга, подписал постановление, согласно которому сроки сдачи станции переносятся на 2022 год. Однако в середине сентября 2020 года было подписано дополнительное соглашение о продлении контракта на строительство. Согласно ему, работы по строительству станции должны быть завершены не позднее 25 июля 2023 года.
В феврале 2021 года срок завершения работ был сдвинут на 15 декабря 2024 года. Весной 2021 года было заявлено, что при запланированном выделении дополнительных средств в 2021—2023 годах станцию смогут сдать досрочно. В сентябре 2021 года губернатор Александр Беглов в очередной раз пообещал ввести станцию в строй в 2024 году. В конце декабря 2023 года — начале января 2024 года ряд СМИ сообщил, что, по словам вице-губернатора Николая Линченко, ввод станции планируется на три месяца раньше первоначального срока — 1 сентября, однако в «Метрострое Северной Столицы» дату не назвали. После несостоявшегося открытия в сентябре, его дату перенесли на конец 2024 года, но впоследствии Александр Беглов заявил, что на конец 2024 года запланировано окончание строительства.
Дата самого открытия оставалась неизвестной, после чего было объявлено о предполагаемом открытии 25 декабря 2024 года. Накануне его также перенесли в связи с проведением саммитов СНГ и ЕАЭС 25 и 26 декабря на их окончание. 27 декабря 2024 года в 9:00 прошло торжественное открытие станции.

## Наземный транспорт

#### Автобусы
| №       | Пересадки | Конечный пункт 1 | Конечный пункт 2                               |
| ------- | --- | ---------------- | ---------------------------------------------- |
| 1       | Приморская Василеостровская Спортивная Чкаловская Петроградская Чёрная речка                                   | Наличная улица   | Новосибирская улица                            |
| 7       | Приморская Адмиралтейская Невский проспект Гостиный Двор                                                       | Наличная улица   | Площадь Восстания Маяковская Московский вокзал |
| 128     | Приморская Василеостровская Спортивная Петроградская                                                           | Наличная улица   | Аптекарская набережная                         |
| 151 152 | Приморская Василеостровская                                                                                    | Наличная улица   | Наличная улица                                 |
| 262     | Приморская Сенная площадь Спасская Садовая Технологический институт Пушкинская Звенигородская Витебский вокзал | Наличная улица   | Звенигородская улица                           |

#### Троллейбусы
| №  | Пересадки                                                                                               | Конечный пункт 1        | Конечный пункт 2   |
| -- | --- | ----------------------- | ------------------ |
| 10 | Приморская Адмиралтейская Невский проспект Гостиный Двор Площадь Восстания Маяковская Московский вокзал | Улица Кораблестроителей | Новгородская улица |
| 11 | Адмиралтейская Невский проспект Гостиный Двор Площадь Восстания Маяковская Московский вокзал            | Улица Кораблестроителей | Тульская улица     |

#### Трамваи
| №  | Пересадки                                                                                                   | Конечный пункт 1        | Конечный пункт 2    |
| -- | --- | ----------------------- | ------------------- |
| 1  | Приморская                                                                                                  | Улица Кораблестроителей | Детская улица       |
| 40 | Василеостровская Спортивная Горьковская Петроградская Чёрная речка Ланская Площадь Мужества Политехническая | Детская улица           | Тихорецкий проспект |

## Перспективы
В 2030 году за станцией «Горный институт» при продлении Лахтинско-Правобережной линии планируется открытие станций «Гавань» и «Морской фасад» из общего второго перспективного пускового участка.
К 2028—2030 годам планируется строительство пересадочного узла на проектируемую станцию «Горный институт-2» Кольцевой линии. Переход пассажиров между станциями будет осуществляться по мостикам над путями, для чего предусмотрен расширенный проём между пилонами. Для этого на станции сделают задел. Ещё один задел в юго-восточном торце станции оставят под второй выход на поверхность ближе к Неве и ледоколу «Красин».

## В культуре
Станции «Горный институт» посвящён одноимённый лимитированный жетон.

## Галерея

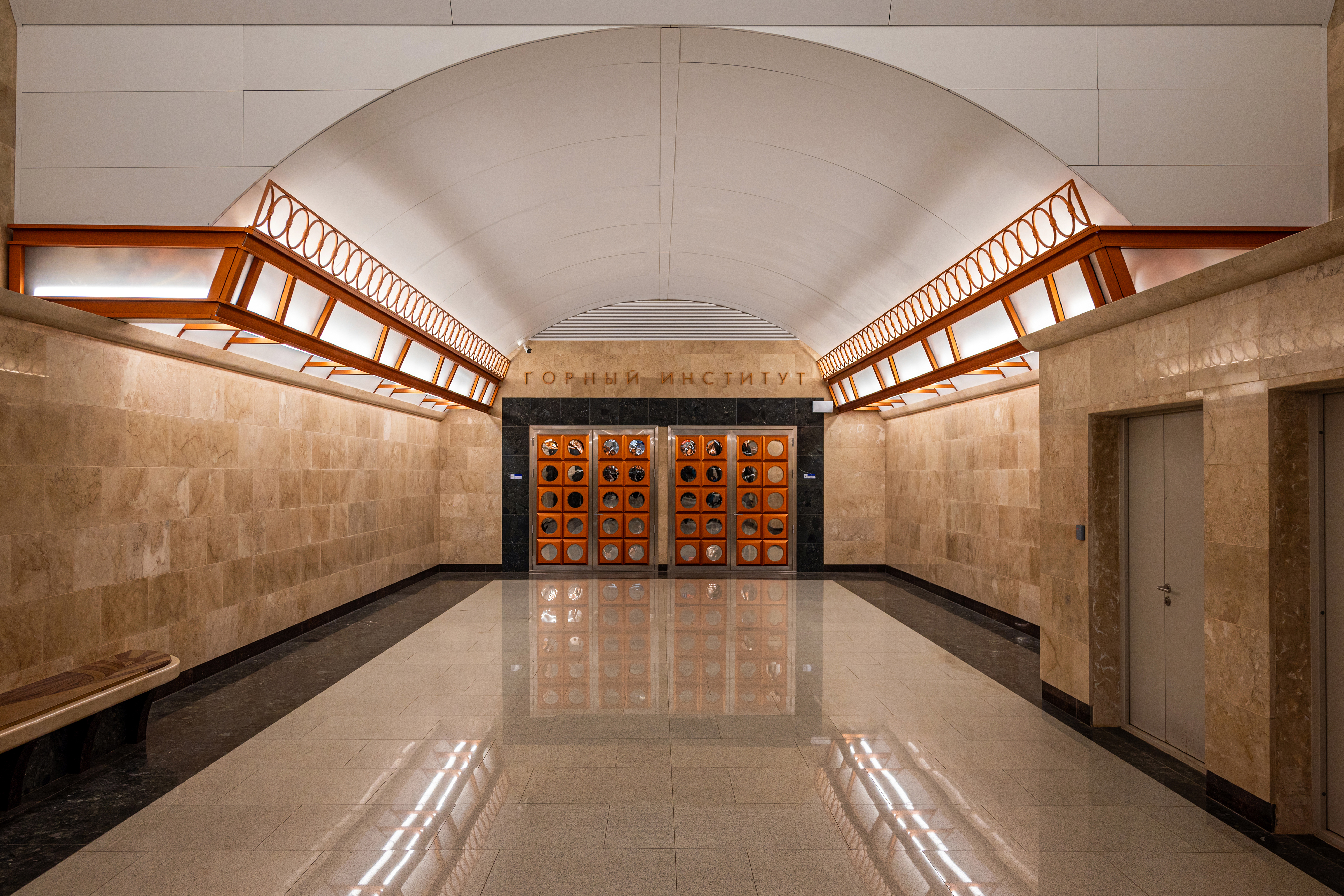
Южный торец центрального зала
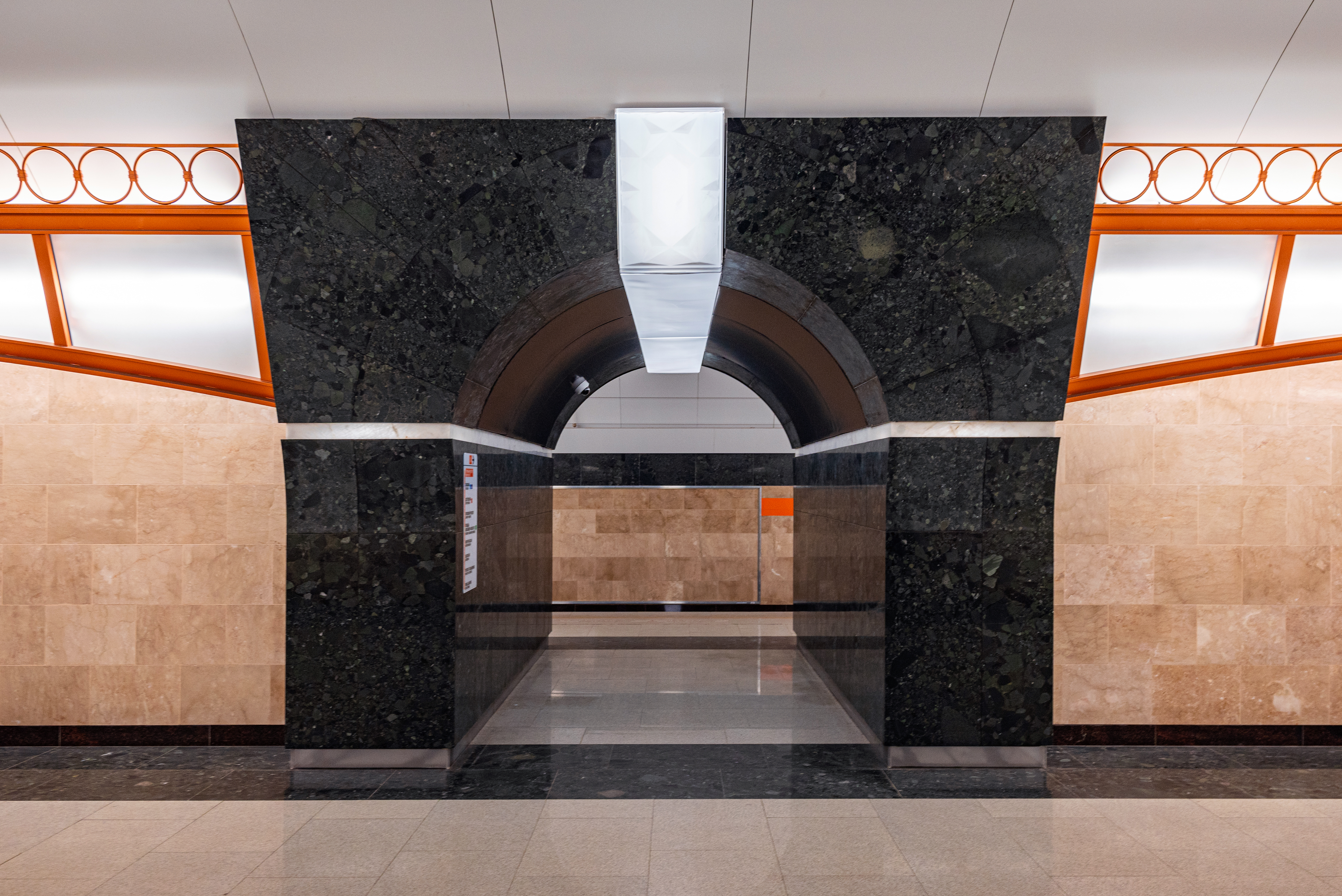
Проход к платформе
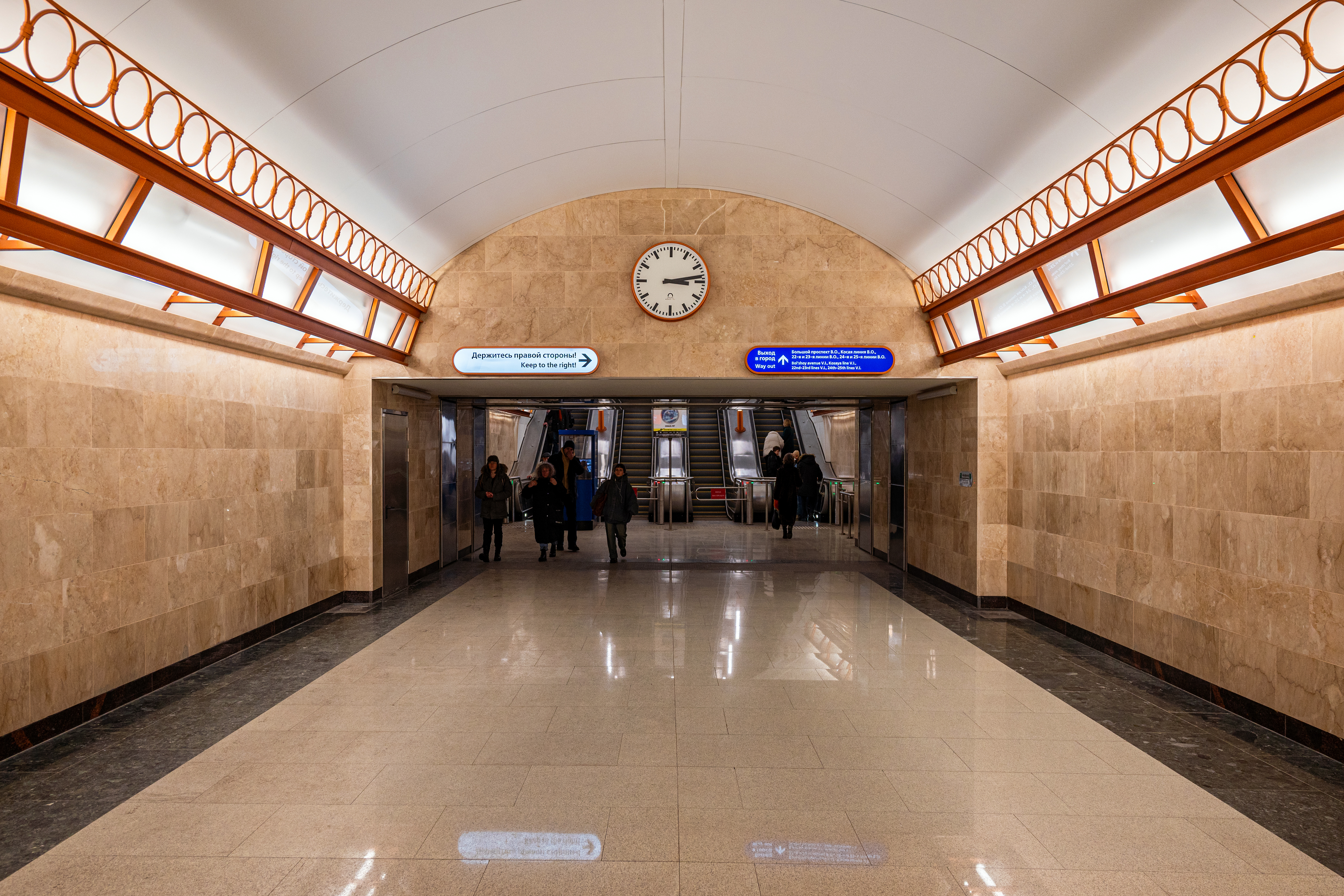
Выход в город
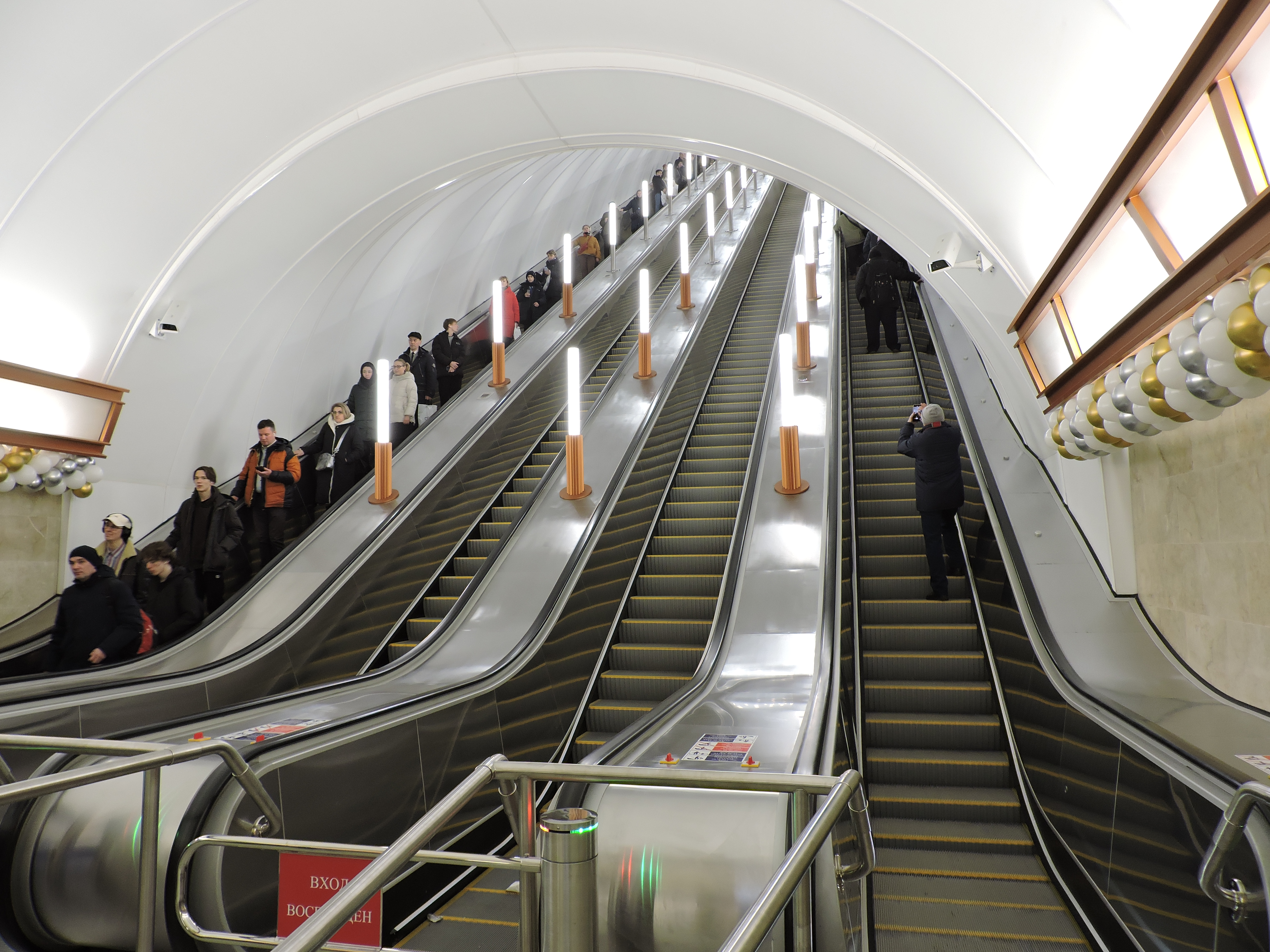
Нижний эскалаторный зал
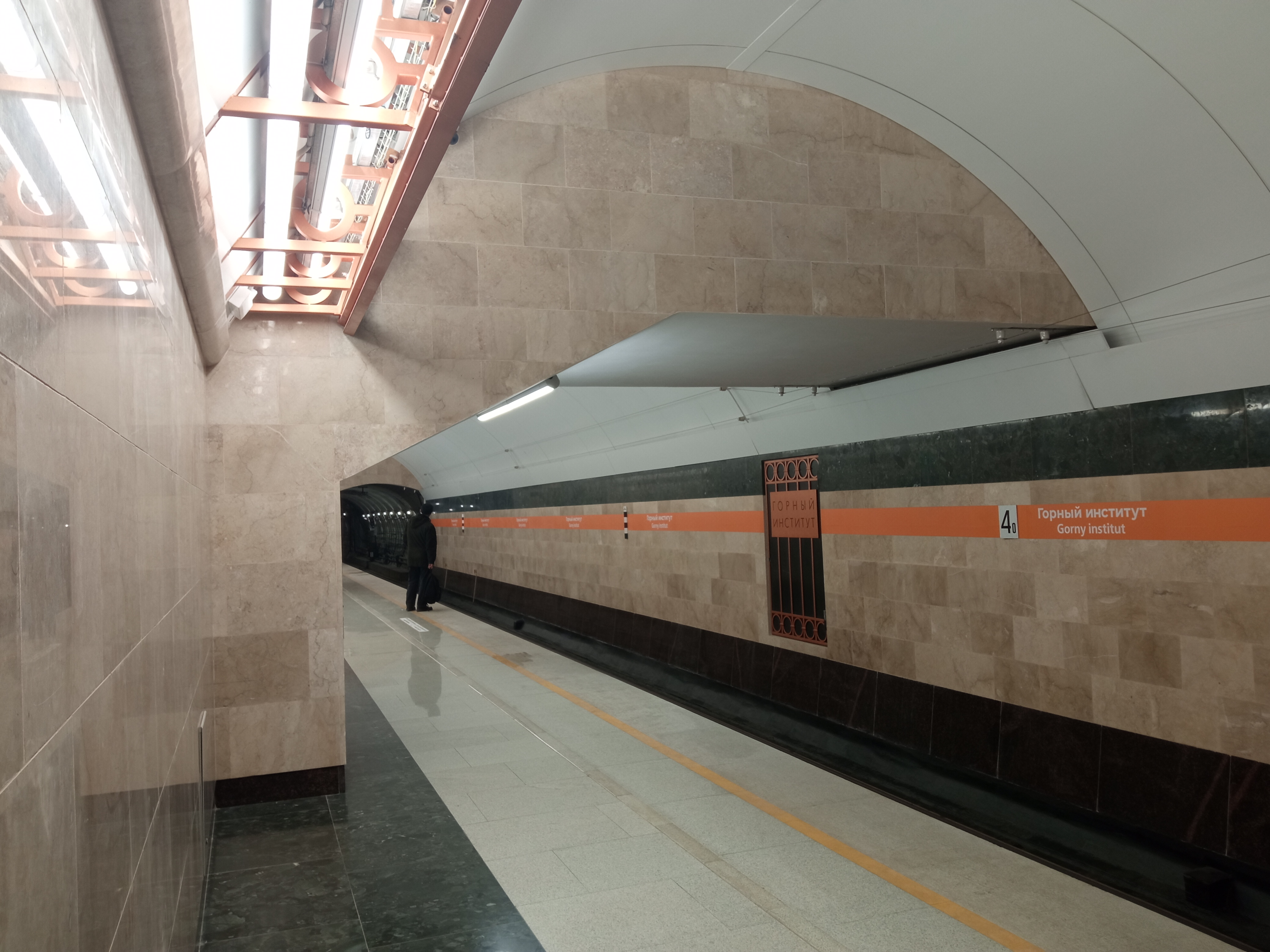
Задел под лестницу второго выхода
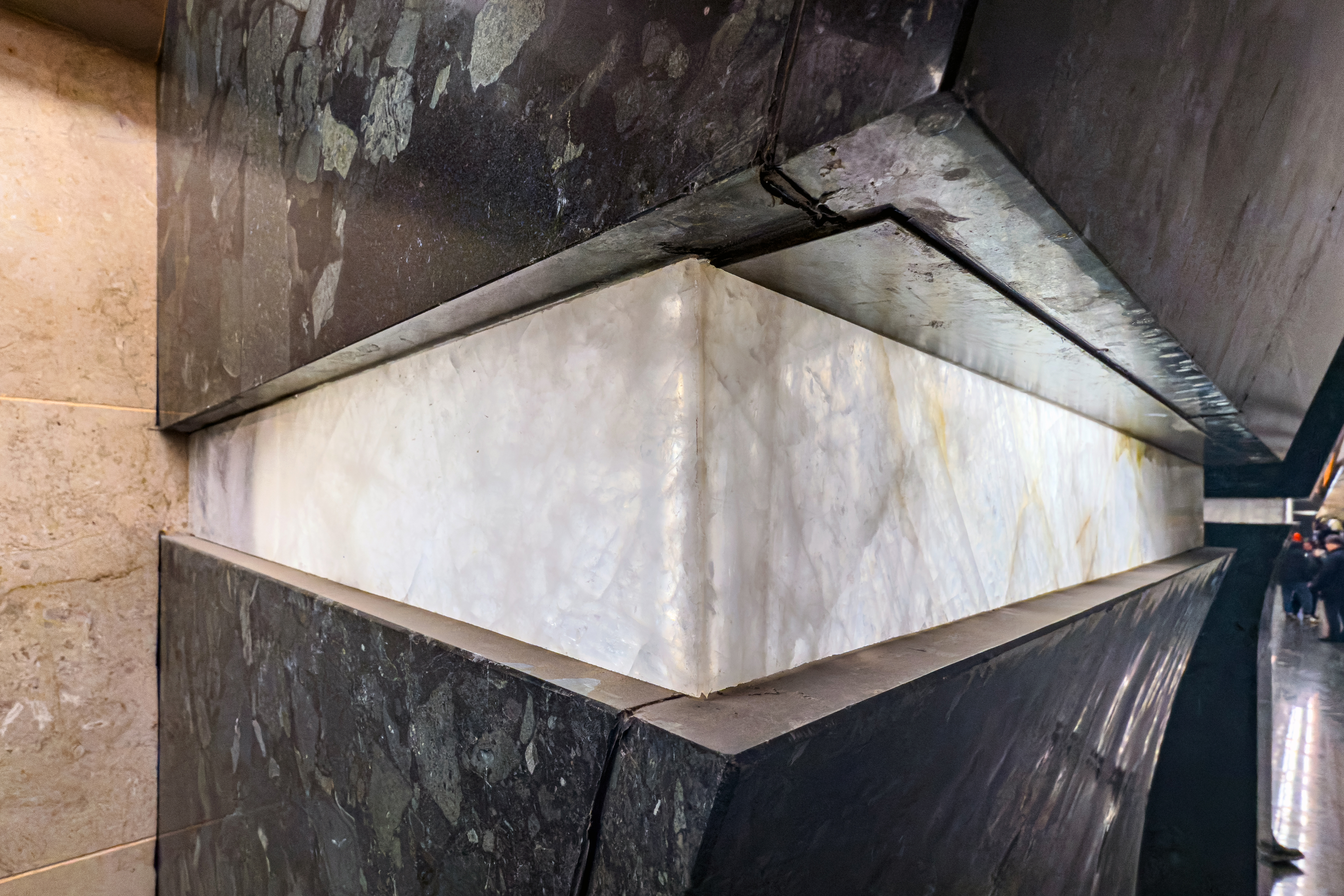
Подсвеченная кварцевая вставка в оформлении пилона

### Комментарии
1. ↑  При этом сам по себе термин «станция глубокого заложения» с как таковой величиной глубины станции не взаимосвязан[12], поскольку, согласно строительным нормам и правилам (СНиПам), означает строительство закрытым способом[13]: так, например, глубина станций «Охотный Ряд», «Библиотека имени Ленина» и «Кунцевская» Московского метрополитена, сооружённых закрытым и открытым способом, составляет 15, 12 и 37,6 м соответственно[14][15][16]
2. ↑  Это число также указано на официальном сайте «Метростроя Северной Столицы»[17]

1. ↑  Полторы станции. Как Петербург провел десятилетие в ожидании «Горного института». ФОНТАНКА.ру (26 декабря 2024). Дата обращения: 26 декабря 2024. Архивировано 26 декабря 2024 года.
2. ↑  Схема развития сети метрополитена, вариант 14. Генеральный план, 1990 г. Дата обращения: 30 января 2011. Архивировано из оригинала 9 апреля 2016 года.
3. ↑  ГУП «Петербургский метрополитен». Годовой отчёт 2024.
4. ↑  Стало известно время работы станции метро «Горный институт». 78.ru (13 декабря 2024). Дата обращения: 15 декабря 2024.
5. 1 2  В Петербурге открылась новая станция метро — «Горный институт». Фонтанка.ру (27 декабря 2024). Дата обращения: 27 декабря 2024. Архивировано 27 декабря 2024 года.
6. 1 2  ГИС ЕГРЗ. egrz.ru. Дата обращения: 28 мая 2024. Архивировано 28 мая 2024 года.
7. ↑  В Петербурге появятся «Каретная», «Туристская» и «Планерная» станции метро Архивная копия от 30 января 2019 на Wayback Machine // Фонтанка.ру. — 24 декабря 2013
8. ↑  Постановление Правительства РФ № 527 от 10.07.2001
9. ↑  Правительство Санкт-Петербурга. Постановление от 23 июня 2014 года № 536 «О наименовании станций метрополитена». Дата обращения: 28 июня 2014. Архивировано из оригинала 14 июля 2014 года.
10. 1 2  «Метрострой» вышел на стройплощадку станции «Горный институт». Дата обращения: 11 марта 2015. Архивировано 3 апреля 2015 года.
11. ↑  Новости СПБ. vonews.ru. Дата обращения: 22 марта 2025.
12. ↑  Отложите шампуры. Станцию метро «Морской фасад» смывает за 2030 год. ФОНТАНКА.ру (7 марта 2025). Дата обращения: 7 марта 2025.
13. ↑  СНиП 32-02-2003 Метрополитены. Термины и определения
14. ↑  Станция метро Охотный ряд | Достопримечательности и интересные факты о станции метро Охотный ряд. Дата обращения: 8 ноября 2022. Архивировано 8 ноября 2022 года.
15. ↑  Станция «Библиотека имени Ленина». Мир метро (7 декабря 2021). Дата обращения: 9 декабря 2024.
16. ↑  Станция метро «Кунцевская» Большой кольцевой линии - Москва. wikimapia.org. Дата обращения: 31 января 2024. Архивировано 31 января 2024 года.
17. ↑  Горный институт. «Метрострой Северной Столицы».
18. ↑  Станция «Горный институт» («Большой проспект») в Петербурге — новости строительства и развития подземных сооружений. undergroundexpert.info. Дата обращения: 8 июля 2023. Архивировано 8 июля 2023 года.
19. ↑  Станция метро «Большой проспект» в Петербурге. Подземный эксперт. Дата обращения: 23 апреля 2018. Архивировано 23 апреля 2018 года.
20. ↑  Шестую («коричневую») линию метро могут достроить в 2024 году без пересадки на действующее метро. Как это возможно и что это значит для пассажиров? Собака.ru (9 июля 2024). Дата обращения: 16 октября 2024. Архивировано 16 июля 2024 года.
21. ↑  Объявлен конкурс на строительство перегона от «Спасской» до «Горного института». Фонтанка.ру (24 ноября 2014). Дата обращения: 11 марта 2015. Архивировано 16 декабря 2014 года.
22. ↑  На конкурс по строительству перегона метро от «Спасской» до «Горного института» за 21 млрд никто не заявился. Фонтанка.ру (15 декабря 2014). Дата обращения: 15 декабря 2014. Архивировано 16 декабря 2014 года.
23. ↑  Смольный сделал вторую попытку начать в текущем году строительство участка Лахтинско-Правобережной линии метро от станции «Спасская» до «Горного института». Дата обращения: 10 марта 2015. Архивировано 18 марта 2015 года.
24. ↑  «Метрострой» победил в конкурсе на строительство станции «Горный институт». Фонтанка.ру. Дата обращения: 15 апреля 2015. Архивировано 15 апреля 2015 года.
25. ↑  Конкурс на строительство станции «Горный институт» объявлен в третий раз. Фонтанка.ру. Дата обращения: 9 июля 2015. Архивировано 10 июля 2015 года.
26. ↑  «Метрострой» опять единственный претендент на строительство станции «Большой проспект». Фонтанка.ру. Дата обращения: 27 августа 2015. Архивировано 29 августа 2015 года.
27. ↑  «Метрострой» почти год спустя получил контракт на «Большой проспект». Фонтанка.ру. Дата обращения: 3 сентября 2015. Архивировано 5 сентября 2015 года.
28. ↑  Наклонный ход станции «Горный институт» начнут строить в 2016 году. Дата обращения: 18 сентября 2015. Архивировано 4 марта 2016 года.
29. ↑  «Метрострой» начал прокладку тоннеля от «Спасской» до «Большого проспекта». Фонтанка.ру. Дата обращения: 6 февраля 2017. Архивировано 6 февраля 2017 года.
30. ↑  Начинается проходка тоннеля на Лахтинско-Правобережной линии метрополитена. Дата обращения: 3 февраля 2017. Архивировано 7 февраля 2017 года.
31. ↑  «Метрострой» начинает проходку тоннеля на Лахтинско-Правобережной линии. Дата обращения: 9 февраля 2017. Архивировано 11 февраля 2017 года.
32. ↑  «Метрострой» прокопал тоннель от «Большого проспекта» к «Театральной». Фонтанка.ру. Дата обращения: 14 декабря 2017. Архивировано 14 декабря 2017 года.
33. ↑  Оранжевая ветка метро прибавляет в длине. Дата обращения: 14 ноября 2018. Архивировано 14 ноября 2018 года.
34. 1 2  Станция «Горный институт» окончательно переехала в 2023 год. Стороны ссылаются на секвестр бюджета. Дата обращения: 22 сентября 2020. Архивировано 22 сентября 2020 года.
35. ↑  Второй пошел: проходчики СМУ-13 начали забастовку Архивная копия от 28 декабря 2018 на Wayback Machine // Петербургский дневник. 27 декабря 2018.
36. ↑  «Метрострой» закончил проходку тоннеля за станцией «Горный институт», в котором поезда будут разворачиваться. Фонтанка.ру. 12 января 2019. Архивировано 25 января 2019. Дата обращения: 25 января 2019.
37. ↑  Началась проходка наклонного хода станции метро «Горный институт». 15 января 2020. Архивировано 16 января 2020. Дата обращения: 16 января 2020.
38. ↑  В Петербурге на строящейся станции «Горный институт» погиб рабочий. Дата обращения: 8 июня 2020. Архивировано 8 июня 2020 года.
39. ↑  Что пошло не так на станции «Горный институт», где погиб рабочий? Дата обращения: 8 июня 2020. Архивировано 8 июня 2020 года.
40. ↑  На строительстве станции «Горный институт» погиб рабочий, второй в больнице. Фонтанка.ру. Дата обращения: 8 июня 2020. Архивировано 8 июня 2020 года.
41. ↑  Метростроители завершили проходку оранжевой ветки метро Петербурга. Деловой Петербург (13 апреля 2021). Дата обращения: 8 мая 2021. Архивировано 9 мая 2021 года.
42. ↑  Дмитрий Рождественский. Метростроители закончили проходку тоннеля между станциями «Театральная» и «Спасская». Комсомольская правда (14 апреля 2021). Дата обращения: 8 мая 2021. Архивировано 9 мая 2021 года.
43. ↑  На станции «Горный институт» начали возводить платформы. gorsreda-spb.ru. Дата обращения: 13 июня 2021. Архивировано 13 июня 2021 года.
44. ↑  Сообщество Вконтакте «Подземка Петербурга». Ускорение темпов (недоступная ссылка — история).
45. ↑  Сообщество Вконтакте «Подземка Петербурга». Подземный вестибюль (недоступная ссылка — история).
46. ↑  Метрострой Северной Столицы. Готовность 64%. Дата обращения: 26 ноября 2022. Архивировано 26 ноября 2022 года.
47. ↑  В Петербурге к концу 2024 года достроят станцию метро «Горный институт». Дата обращения: 8 августа 2023. Архивировано 10 августа 2023 года.
48. ↑  На станции «Горный институт» в Петербурге начали монтировать эскалаторы. Коммерсантъ (19 декабря 2023). Дата обращения: 20 декабря 2023. Архивировано 20 декабря 2023 года.
49. ↑  На станцию метро «Горный институт» прибыл первый поезд. Фонтанка.ру (1 апреля 2024). Дата обращения: 23 апреля 2024. Архивировано 7 апреля 2024 года.
50. ↑  Первый поезд доехал до станции метро «Горный институт». Видео. ФОНТАНКА.ру (25 ноября 2024). Дата обращения: 27 ноября 2024. Архивировано 26 ноября 2024 года.
51. ↑  Подарок Петербургу к Новому году: Чем удивила горожан новая станция «Горный институт». Телеканал Санкт-Петербург (27 декабря 2024). Дата обращения: 19 августа 2025.
52. ↑  Карточка документа Архивная копия от 21 января 2015 на Wayback Machine
53. ↑  Информация Комитета по развитию транспортной инфраструктуры о ходе реализации строительства метро в Санкт-Петербурге (16 июля 2013). Дата обращения: 17 июля 2013. Архивировано 19 июля 2013 года.
54. ↑  Станцию метро «Горный институт» могут открыть позже чемпионата мира по футболу 2018 года. Дата обращения: 11 марта 2015. Архивировано 6 декабря 2014 года.
55. ↑  Власти Петербурга прокомментировали сообщения о возможном затоплении метро. Дата обращения: 17 ноября 2017. Архивировано 18 ноября 2017 года.
56. ↑  Открытие станции метро «Горный институт» переносится минимум на 2 года. Дата обращения: 18 декабря 2018. Архивировано 21 декабря 2021 года.
57. ↑  2023 год поезда проследуют без остановки. Открытие новых станций метро в Петербурге снова перенесли (фото). www.fontanka.ru (8 февраля 2021). Дата обращения: 22 марта 2021. Архивировано 6 апреля 2021 года.
58. ↑  Беглов пообещал Путину в 2024 году открыть три новые станции метро. Хотя летом обещал в два раза больше…. «Бумага». Дата обращения: 28 сентября 2021. Архивировано 28 сентября 2021 года.
59. ↑  Станцию метро «Горный институт» откроют в сентябре. Blog Fiesta (5 января 2024). Дата обращения: 5 января 2024. Архивировано 5 января 2024 года.
60. ↑  Стало известно, когда в Петербурге откроется станция метро «Горный институт» — Газета.Ru | Новости. Газета.Ru (6 января 2024). Дата обращения: 5 января 2024. Архивировано 5 января 2024 года.
61. ↑  В Смольном надеются открыть метро «Горный институт» к 1 сентября 2024 года. dp.ru. Дата обращения: 5 января 2024. Архивировано 5 января 2024 года.
62. ↑  Станцию метро «Горный институт» могут открыть на 3 месяца раньше. Собака.ru (5 января 2024). Дата обращения: 6 января 2024. Архивировано 6 января 2024 года.
63. ↑  Сентябрь — понятие растяжимое. Месяц для запуска «Горного института» никто не назовет. ФОНТАНКА.ру (30 августа 2024). Дата обращения: 31 октября 2024. Архивировано 1 сентября 2024 года.
64. ↑  Календарь переверну. Стало известно, когда в Петербурге откроют станцию «Горный институт». ФОНТАНКА.ру (23 октября 2024). Дата обращения: 31 октября 2024. Архивировано 21 ноября 2024 года.
65. ↑  «До конца года завершим». Беглов высказался о станции метро «Горный институт», даты открытия нет. ФОНТАНКА.ру (30 октября 2024). Дата обращения: 24 декабря 2024. Архивировано 26 декабря 2024 года.
66. ↑  Прибраться к празднику. Новую станцию метро в Петербурге хотят подготовить до 30 декабря. ФОНТАНКА.ру (2 ноября 2024). Дата обращения: 2 ноября 2024. Архивировано 2 ноября 2024 года.
67. ↑  ntv.ru. Через петербургскую станцию метро «Горный институт» прошел первый поезд // Видео НТВ. Дата обращения: 26 ноября 2024. Архивировано 2 декабря 2024 года.
68. ↑  Запасаемся терпением: что известно об открытии станции «Горный институт». Городовой. Дата обращения: 28 ноября 2024. Архивировано 1 декабря 2024 года.
69. ↑  Когда ждать открытия станции «Горный институт»: новые подробности о сроках. Городовой. Дата обращения: 12 декабря 2024.
70. ↑  На станции метро «Горный институт» начали тестировать эскалаторы. forpost-sz.ru. Дата обращения: 12 декабря 2024. Архивировано 13 декабря 2024 года.
71. ↑  Стал известен график работы станции метро «Горный институт». Собака.ru (14 декабря 2024). Дата обращения: 24 декабря 2024. Архивировано 19 декабря 2024 года.
72. ↑  Василеостровцы рассказали, как ждут станцию «Горный институт». Осталось недолго. ФОНТАНКА.ру. Дата обращения: 27 декабря 2024. Архивировано 26 декабря 2024 года.
73. ↑  Полторы станции. Как Петербург провел десятилетие в ожидании «Горного института». ФОНТАНКА.ру (26 декабря 2024). Дата обращения: 26 декабря 2024. Архивировано 26 декабря 2024 года.
74. ↑  У петербургского метро — поствыборный синдром. Дата обращения: 15 мая 2018. Архивировано 20 апреля 2018 года.
75. ↑  Размышления о питерском метро. metro.vpeterburge.ru. Дата обращения: 26 января 2019. Архивировано 26 января 2019 года.
76. ↑  Монетный двор выпустил тысячу жетонов к открытию «Горного института». spbdnevnik.ru. Дата обращения: 31 декабря 2024. Архивировано 31 декабря 2024 года.